# Ватанабе Дзіро
Ватанабе Дзіро (яп. 渡辺二郎) — японський професійний боксер, чемпіон світу за версіями WBA (1982—1984) та WBC (1984—1986) у другій найлегшій вазі.

## Професіональна кар'єра
1979 року дебютував на профірингу.
Маючи рекорд 10-0, 22 квітня 1981 року вийшов на бій проти чемпіона WBC у другій найлегшій вазі Кім Чхоль Хо (Південна Корея) і програв одностайним рішенням.
8 квітня 1982 року вийшов на бій проти чемпіона WBA у другій найлегшій вазі Рафаеля Педроса (Панама) і переміг одностайним рішенням. Провів шість успішних захистів титулу.
1984 року відмовився від звання чемпіона WBA. 5 липня 1984 року вийшов на бій проти чемпіона WBC у другій найлегшій вазі Паяо Пултарат (Таїланд) і переміг розділеним рішенням. В негайному реванші 29 листопада 1984 року знов переміг технічним нокаутом в одинадцятому раунді. Після цього провів ще три успішних захиста титулу.
30 березня 1986 року вийшов на бій проти Гілберто Романа (Мексика), програв одностайним рішенням і завершив кар'єру.

## Проблеми з законом
У серпні 1995 року його заарештували за шантаж. Він керував імпортним бізнесом в Осаці і погрожував боржникам.
У жовтні 1999 року його заарештували за те, що він дав рушницю другові, якого притягнули до відповідальності за вбивство. У липні 2000 року Ватанабе засудили до 4 років 6 місяців позбавлення волі.
Після звільнення в 2004 році він був заарештований за шантаж 30 червня 2007 року.